# Johann Bergleiter
Johann Bergleiter, magyaros írásmóddal Bergleiter János (Nagydisznód, 1774 – Berethalom, 1843. július 31.) erdélyi szász evangélikus püspök

## Élete
Apja Nagydisznódon volt lelkész. A gimnáziumot Nagyszebenben végezte; 1796-tól a báró Bruckenthal családnál volt házitanító. 1798–1800 között a jénai egyetemen tanult, és az utolsó évben Göttingenben is tartózkodott. Hazájába visszatérve, ismét elfoglalta házitanítói állását, és tanítványait korrepetitorként elkísérte a kolozsvári lyceumba, ahol jogi ismereteket is szerzett. Ezt követően a nagyszebeni gimnáziumban lett tanító, majd conrector és 1807. december 12-étől rektor. 1811. május 1-jén szelindeki lelkésszé, 1833. szeptember 17-én püspökké választották.
Testvére, Michael Bergleiter (Nagydisznód, 1782 – 1815) Nagyszebenben és a würzburgi egyetemen tanult. 1806-ban Nagyszebenben lett tanár, 1811. március 13-án pedig rektor. Műve: De tribus dimensionibus dissertatio (Cibinii, 1806).
Fia, Julius (1815–1867) és Johann Josef Bergleiter (1806–1856) volt. Kettejük nevének változatos lefordítása miatt néha összekeverték a két testvért, így csak feltételezhető, hogy Julius volt 1839 és 1842 között Szebenszék levéltárnoka, majd 1843 és 1848 között közügyvéd, de ezeket a tisztségeket néhol bátyjának, Johann Josefnek tulajdonítják, aki egyébként szebeni városi szenátor lett. Juliust 1849 nyarán Szebenszék országgyűlési képviselőjévé választották, de Szeben város román ajkú lakossága panasszal élt a választás lebonyolítása miatt (a román és magyar választók nem vehettek részt rajta), ezért az akkor már Szegeden ülésező parlament vizsgálatot rendelt el, melyre azonban a katasztrofális hadihelyzet miatt már nem került sor, így végül nem igazolták mandátumát. Később – haláláig – bírósági tisztviselőként dolgozott.

## Munkái
- Vindiciae constitutionum et privilegiorum nationis in Transilvania Saxonicae libertatumque et praerogativarum in iisdem fundatarum principiis oppositae. Cibinii, 1803
- Historica descriptio fori productionalis in Transsilvania (1824 körül)
- Breviculum historiae decimarum in Transsilvania